# Autostrada A66 (Niemcy)
Autostrada A66 (niem. Bundesautobahn 66 (BAB 66) także Autobahn 66 (A66)) – autostrada w Niemczech prowadząca z zachodu na wschód, z Wiesbaden przez Frankfurt do skrzyżowania z autostradą A7 koło Fuldy w Hesji.
Autostrada zwana jest na odcinku Eltville – Frankfurt Rhein-Main-Schnellweg i dalej na odcinku Frankfurt – Fulda Kinzigtalautobahn.
Autostrada składa się z trzech niepołączonych ze sobą odcinków. Od marca 2014 roku budowa przebiegającego pod Alleenring tunelu łączącego węzeł Frankfurt-Miquelallee z autostradą A661 nie znajduje się w oficjalnych planach.

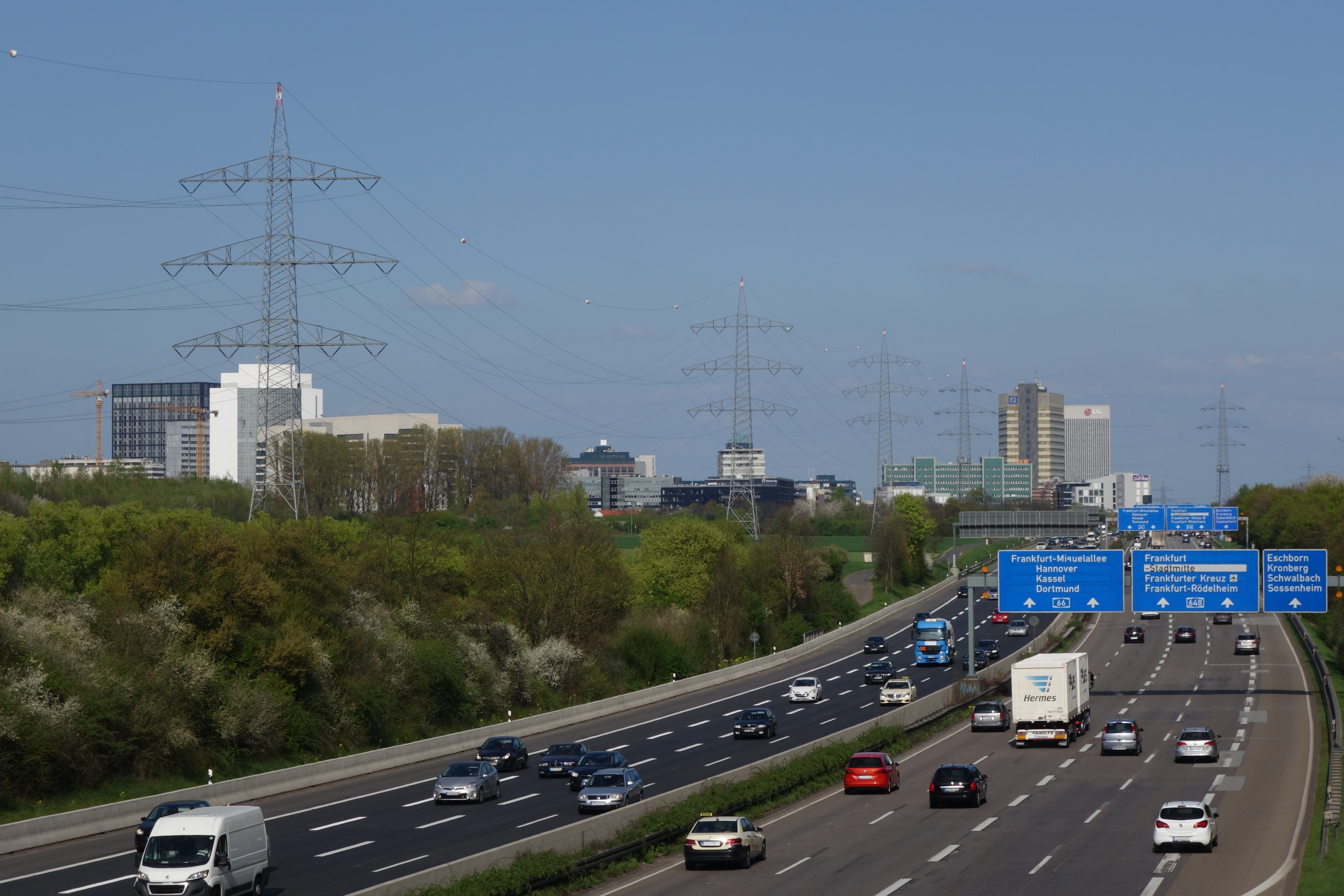
Trasa pomiędzy Frankfurtem-Höchst a Eschborn to jeden z najbardziej ruchliwych odcinków autostrad w Niemczech